# Zoot Woman
Zoot Woman es una banda de música electrónica y pop-rock inglesa.
La banda surgió como proyecto de grupo musical por parte de Stuart Price y Adam Blake en 1995, pero en 1999 Johnny Blake se incorporó a ella, dándole un giro drástico al estilo. En 2004, Bee Hatherley se unió a ellos como bajista y se encargó de los sintetizadores, sustituyendo a Price en las giras.
Price y Blake también han trabajado bajo el nombre de Paper Faces, haciendo remixes y reelaborando canciones de Zoot Woman y de Madonna, Frankmusik y Scissor Sisters.
Después de cinco años de silencio, el 21 de agosto de 2009 editaron su nuevo álbum Things Are What They Used To Be del que se desgaja el primer sencillo, "We Won't Break" que aparece a través del sello creado para la ocasión, Zoot Woman Records. Reversionaron el tema Lonely By Your Side, originalmente interpretado por Azzido Da Bass en el año 2006, en el que había participado el cantante de Zoot Woman, Johnny Blake, como vocalista y autor del tema.
En 2013, anunciaron la grabación de un nuevo álbum que llevará como título Star Climbing, del cual se desprende su primer adelanto "The Stars Are Bright", lanzado como sencillo en diciembre de 2013.

## Discografía

### Álbumes
- 2014 - Star Climbing
- 2009 - Things Are What They Used To Be
- 2003 - Zoot Woman
- 2001 - Living In A Magazine
- 1996 - Sweet to the Wind

### Sencillos
- 2013 - The Stars Are Bright
- 2010 - More Than Ever
- 2009 - Memory
- 2009 - Just a Friend of Mine
- 2009 - We Won't Break/Saturation
- 2008 - Live in My Head
- 2007 - We Won't Break
- 2004 - Taken It All
- 2003 - Gem
- 2003 - Grey Day
- 2001 - Living In A Magazine
- 2001 - You & I
- 2001 - It's Automatic
- 1997 - Chasing Cities